# Marathon 2: Durandal
Marathon 2: Durandal é um jogo eletrônico de tiro em primeira pessoa, parte da série de ficção científica Marathon da Bungie. Foi lançado em 24 de novembro de 1995. O jogo se passa principalmente no planeta fictício de Lh'owon, o planeta natal dos S'pht, e mais uma vez o jogador assume o papel de um oficial de segurança da Marathon. Este é o único jogo da série a ser lançado para o Windows 95, além do Apple Macintosh, e é o único lançado para o Xbox 360. Não oficialmente, o motor de código aberto Aleph One permite que o jogo seja jogado em muitas outras plataformas. Isso é legal, pois a Bungie lançou o material original do jogo ao público em 2005, e Aleph One pode empregá-lo inalterado.

## História
Marathon 2 ocorre dezessete anos após os eventos do primeiro jogo. Durandal, uma das três inteligências artificiais (IAs) da nave colônia UESC Marathon, envia o jogador e um exército de ex-colonos para vasculhar as ruínas de Lh'owon, o mundo natal dos S'pht. Ele não menciona exatamente o que está procurando, embora deixe escapar que os Pfhor estão planejando atacar a Terra, e que estar em Lh'owon pode impedir seu avanço.

### Eventos anteriores
O jogo começa onde o Marathon original parou. Nesse jogo, a UESC Marathon está em órbita em torno do quarto planeta de Tau Ceti, onde uma colônia está sendo formada. A Marathon é dirigida por três IAs, Leela, Durandal e Tycho. Sem aviso, uma nave alienígena aparece e inicia um ataque à colônia e à Marathon. Isso começa com um pulso eletromagnético massivo; Tycho é destruído, enquanto Durandal fica "rampante". Isso deixa Leela como a única IA restante no controle da nave.
Leela faz contato com o jogador, um agente de segurança sem nome. Ela informa que está sob ataque eletrônico de ciborgues alienígenas, mas fará o que puder para organizar uma defesa. Ela envia o oficial de segurança em uma série de missões, a fim de obter mais controle sobre a nave, atrasar as forças invasoras e enviar uma mensagem à Terra informando-os sobre o ataque. Durante essas missões, Leela informa ao oficial que Durandal fez contato com os ciborgues alienígenas, conhecidos como S'pht, que são uma raça escravizada por outra raça alienígena comandando o ataque, os Pfhor.
Eventualmente, a IA Leela sucumbe aos ataques dos S'pht, e Durandal afirma ter controle total. Durandal convenceu os S'pht a se juntar a ele e lutar contra os Pfhor, depois de instruir o oficial de segurança a destruir um sistema na nave Pfhor que permite o controle absoluto dos S'pht. Com a ajuda do oficial e dos agora aliados, S'pht, Durandal derrota o exército alienígena a bordo da nave Pfhor e lança em desordem as forças Pfhor a bordo da Marathon. Ele então revela que Leela não foi destruída, apenas colocada em suspensão. Durandal reanima Leela para assumir o controle da Marathon, enquanto ele se transfere para a nave alienígena e sai para explorar a galáxia. Leela e o oficial completam a derrota das forças Pfhor na Marathon.

### Sinopse
A história começa quando o oficial de segurança é despertado da estase e informado de que foi sequestrado momentos antes de Durandal partir do espaço de Tau Ceti. Durandal tem procurado o mundo natal dos S'pht, Lh'owon, desde o primeiro contato com os Pfhor dezessete anos antes. Durandal, usando uma combinação de bombardeios orbitais de sua nave de escolta Pfhor e ataques terrestres liderados pelo oficial de segurança, rapidamente dominam a guarnição de tropas Pfhor.
Durandal revela que há milhares de anos os S'pht foram escravizados pelos Pfhor após seu fracasso em impedir uma invasão Pfhor. Durandal também menciona que os Pfhor usaram o pouco que sabiam sobre ele para ressuscitar Tycho, a IA que foi praticamente destruída durante os ataques iniciais dos Pfhor na Marathon. Durandal teleporta o oficial de segurança para a antiga cidadela da antiguidade, onde os S'pht fizeram sua última posição contra os Pfhor nas últimas horas da invasão. É aqui, afirma Durandal, que o oficial de segurança encontrará alguma arma ou conhecimento que possa ser usado contra os Pfhor, mas isso deve ser feito com pressa, pois o maior grupo de batalha da frota Pfhor está chegando a Lh 'Owon e a nave escolta de Durandal, apesar de suas modificações e melhorias, não será capaz de aguentar. Enquanto o oficial de segurança faz o seu caminho até a cidadela, o Grupo de Batalha Sete da frota Pfhor chega e entra na nave de Durandal.
O oficial de segurança é abruptamente teletransportado para ajudar a reter os embarques, enquanto Durandal teleporta toda a tripulação Humana e S'pht para uma fortaleza na superfície do planeta. O oficial de segurança é bastante bem-sucedido, mas os assuntos são complicados quando Durandal diz ao oficial de segurança que eles estão sendo alvejados pessoalmente por Tycho. Durandal, não querendo "acabar como Leela", manda o oficial de segurança destruir seus principais centros lógicos para evitar a captura pelos Pfhor. Uma vez que o oficial de segurança destrói Durandal, nada resta para impedi-lo de ser teleportado pelos Pfhor e ele é capturado por Tycho.
Tycho se gaba das consequências brutais da invasão de Tau Ceti, na qual todos os colonos e tripulantes da Marathon foram vaporizados por uma frota Pfhor logo após a saída de Durandal. Tycho também confirma que Durandal foi quem entrou em contato com os Pfhor e os levou para Tau Ceti dezessete anos antes. Durandal realmente não se importa com a liberdade dos S'pht, ou com a proteção da humanidade. Durandal aprendera que os S'pht eram adoradores dos Jjaro, uma raça antiga e poderosa de seres que desapareceu há muito tempo e que possuía a capacidade de dobrar o espaço. Foi aqui, Durandal assumiu, que ele aprenderia uma maneira de escapar do fim do universo e se tornar Deus.
O jogo avança várias semanas. O oficial de segurança esteve em cativeiro Pfhor, mas um grupo de humanos restantes lança um ataque surpresa na prisão e liberta o oficial de segurança. O oficial de segurança é contatado por Robert Blake, o líder do grupo humano. Blake informa ao jogador que Durandal estava procurando por uma antiga IA S'pht conhecida como Thoth e o envia para reativá-la. Enquanto o oficial de segurança faz isso, Blake e os humanos restantes continuam a perder sua luta contra os Pfhor. Depois de ser transportado para o local de ativação final, o oficial de segurança perde contato com os restos humanos, mas consegue ativar Thoth.
Thoth teleporta o oficial de segurança para o reduto dos ex-colonos e posteriormente ajuda o oficial de segurança a limpar uma nave Pfhor para permitir que os humanos restantes retornem à Terra. Feito isso, Thoth e o oficial de segurança ativam um antigo sistema de comunicação que entra em contato com os S'pht'Kr, um clã S'pht que deixou Lh'owon pouco antes da chegada dos Pfhor. Ao longo de milhares de anos, os S'pht'Kr haviam se desenvolvido isoladamente para um nível de tecnologia sem precedentes. Enfurecido pela escravidão Pfhor dos S'pht, os S'pht'Kr destroem o Grupo de Batalha Sete.
Durandal então reaparece repentinamente e comemora sua recente destruição de Tycho. Durandal fingiu sua morte em benefício de Thoth, obcecado pelo equilíbrio, que não teria contatado os S'pht'Kr se os humanos não parecessem tão desesperados. Durandal, o oficial de segurança e os S'pht'Kr rapidamente destroem toda a presença restante dos Pfhor em Lh'owon. Humilhados pela derrota, os Pfhor lançam o Trih Xeem - um dispositivo Jjaro "cedo nova" - ao sol de Lh'owon. Durandal informa ao jogador que uma invasão iminente da Terra foi interrompida permanentemente, e os S'pht, agora livres, reuniram tudo o que podem em Lh'owon e deixaram o sistema condenado. Durandal então contempla brevemente a origem de uma antiga lenda S'pht que descreve seres terríveis no sol de Lh'owon que foram presos pelos Jjaro eons atrás, prenunciando os eventos em Blood Tides of Lh'owon (cenário para um jogador de Marathon Infinity).
O epílogo descreve vários eventos muito tempo depois: Robert Blake e seus companheiros humanos são os únicos a sobreviver ao incidente de Tau Ceti, os Pfhor são derrotados e seu mundo natal é subsequentemente saqueado pela Humanidade e pelos S'pht'Kr, e Durandal não é visto pela humanidade por dez mil anos, até que ele retorna em um dreadnought Jjaro, comunicando-se apenas brevemente "para garantir que a Terra não o esquecesse".

## Modos multijogador
Enquanto o Marathon original apresentava multijogador, Marathon 2 expandiu bastante a funcionalidade multijogador, adicionando vários modos de jogo ao modo deathmatch. Como Marathon, o multijogador pode ser jogado com oito jogadores em uma conexão LAN. Marathon 2 apresenta seis cenários distintos de jogos multijogador:
- Every man for himself: O jogador ou time com a maior pontuação vence. Matar outros jogadores aumenta a pontuação em um ponto, enquanto morrer por qualquer meio diminui a pontuação em um ponto.
- Kill the Man with the Ball: o jogador que segura a bola (que é uma caveira) por mais tempo ganha. Existe apenas uma bola, e o jogador com a bola não pode correr ou usar suas armas. O jogador pode soltar voluntariamente a bola usando a tecla de tiro e involuntariamente a soltar quando morto. O sensor de movimento exibe um indicador laranja indicando a localização da bola. "Kill The Man With The Ball" foi a inspiração para o modo multijogador de Halo "Oddball."
- King of the Hill: O jogador que fica na "colina" por mais tempo ganha. O ponteiro laranja no sensor de movimento aponta os jogadores para a colina.
- Tag: O jogador que é "ele" pelo menor tempo ganha. A primeira pessoa a morrer é "isso". Se um jogador que é "ele" mata outro jogador, ele se torna "ele". O indicador laranja aponta para quem é "ele".
- Team Play: uma versão em equipe de "Every Man for Himself". Um jogador pode ver o ponto de vista de seus companheiros de equipe pressionando a tecla Delete.
- Cooperative: Os jogadores avançam pela campanha de um jogador(campanha), cooperando como um time. A funcionalidade salvar está desativada.

No menu do tipo de jogo, "Keep away from Rob" e "Pile on Greg" apareceriam, mas estavam acinzentados e inutilizáveis.

## Jogabilidade
Embora Marathon 2 retenha muitos dos elementos principais da jogabilidade de seu antecessor, Marathon 2 tem uma sensação muito diferente, principalmente considerando os fatos de que ele usa um motor expandido e a configuração do jogo é diferente. A interface do jogo foi alterada, com a visão do jogador sendo muito mais ampla do que em Marathon (que era menor para melhorar o desempenho do jogo) e agora ocupando a maior parte da tela, exibindo as barras de saúde e oxigênio do jogador horizontalmente na parte inferior da tela, em vez de na esquerda verticalmente acima do sensor de movimento. Virtualmente todos os gráficos e sons foram substituídos; em vez de música de fundo para acompanhamento de áudio da jogabilidade, a Marathon 2 emprega sons de ambiente, como vento ou alarmes. Ao contrário do antecessor que ocorre na nave UESC Marathon, Marathon 2 ocorre principalmente em ambientes externos. Os níveis tendem a ser maiores, abertos, mais brilhantes, mais rápidos e de natureza muito mais dinâmica do que os de Marathon.
Marathon 2 adiciona uma nova arma, a espingarda. Como a pistola, o jogador pode empunhar duas espingardas simultaneamente, se encontrar duas. Algumas dinâmicas das armas existentes foram alteradas, como a da pistola que agora carrega oito balas por pente em vez de sete e permite que o jogador use os dois punhos. Algumas criaturas foram adicionadas e outras abandonadas, e a dinâmica de algumas das criaturas mantidas foi alterada. Por exemplo, os civis, completamente indefesos em Marathon, agora carregam pistolas que podem usar para se defender (e com a qual atirarão no jogador se ele os atacar). Os itens podem se teletransportar para um nível, assim como as criaturas, algumas das quais também podem se teletransportar. Embora o jogador ainda reabasteça principalmente a saúde e o oxigênio em estações de parede, Marathon 2 apresenta caixas de saúde e oxigênio que o jogador pode pegar.
Uma das adições mais distintivas ao mecanismo são as formas líquidas na qual o jogador pode entrar e nadar. Existem quatro tipos de formas: água, esgoto, lava e gosma, os dois últimos prejudiciais à saúde do jogador ao entrar. Enquanto submerso, o jogador pode se movimentar, usar a tecla de corrida para nadar para cima e para fora, ou usar os punhos ou a pistola de fusão (embora o uso disso seja contra-ataque e prejudique o jogador). O jogador se move mais devagar enquanto está sob a forma do que na superfície, e perde oxigênio e, enquanto está sob lava ou a gosma Pfhor, também perde saúde. Cada piscina de forma líquida possui sua própria dinâmica, como direção do fluxo, velocidade, viscosidade e maré alta/baixa, e em alguns casos o jogador pode modificar o nível de maré da forma. Embora não haja limite para a quantidade de forma em um nível e cada piscina de forma possa ter uma dinâmica única, nenhum nível pode apresentar mais de um tipo de forma líquida.
Como é o caso de Marathon, Marathon 2 usa terminais de computador para avançar na trama e permitir que o jogador se comunique com várias inteligências artificiais. O jogador se comunica com Durandal e Tycho, os quais eram inteligências artificiais a bordo da UESC Marathon no jogo original (Leela está quase totalmente ausente de Marathon 2). Devido ao equipamento de tradução instalado no traje do personagem, o jogador também pode acessar os terminais S'pht e Pfhor, que funcionam da mesma maneira que os terminais padrão. Os terminais de Marathon 2 podem mudar a dinâmica do nível por meio de abertura ou fechamento de portas ou alteração da maré de líquidos, e são capazes de teleportar o jogador não apenas para fora do nível, mas para outros locais. A missão de alguns níveis é acessar e ler determinados terminais. Diferentemente de Marathon, Marathon 2 não pausa o jogo quando um jogador acessa um terminal, deixando-o aberto para ataque durante a leitura. Nesse caso, o jogo imediatamente o impede de ler.

## Desenvolvimento
O jogo usa uma versão atualizada do motor do Marathon original. Embora a maioria das mudanças no motor tenha sido "oculta", algumas são visíveis para o usuário. O motor de Marathon 2 oferece ganhos de desempenho em algumas máquinas, além de oferecer suporte a resoluções mais altas e profundidades de cores mais altas. O motor aprimorado também permite o carregamento de mapas, física e gráficos de arquivos externos, permitindo que os usuários criem e joguem seus próprios mapas com mais facilidade do que com o Marathon. Ao contrário dos corredores mais silenciosos de Marathon, os níveis de Marathon 2 são preenchidos com uma ampla variedade de sons ambientais. A música de fundo do jogo anterior, no entanto, está ausente. Marathon 2 trouxe vários tipos de meios líquidos para o jogo (por exemplo, água, lava, esgoto etc.)
Também novos em Marathon 2 foram todos os modos multijogador listados acima, exceto "Every Man for Himself" e "Team Play", que estavam no primeiro jogo de Marathon.

### Portes
Marathon 2 foi portado para o Apple Pippin como parte da compilação Super Marathon. Marathon 2 também foi portado para o Windows 95.

#### Versão do Xbox Live Arcade
Um porte de Marathon 2 para o Xbox Live Arcade foi anunciado na E3 de 2007 pela Microsoft. A versão Xbox Live Arcade do jogo foi desenvolvida pela Freeverse Software e apresenta um HUD revisado e fornece suporte à tela dividida para 4 jogadores no mesmo console e para até 8 jogadores pelo Xbox Live. Como o antigo código de rede de Marathon não era capaz de lidar com a reprodução confiável da internet, foi usado o middleware ReplicaNet, que também permitia jogo cooperativo com até oito jogadores. O jogo também suporta resoluções de tela 16:9, saída de alta definição a 60 quadros por segundo (em comparação com os 30 originais), bem como modelos e gráficos atualizados, suporte para o modo cooperativo para 8 jogadores no Xbox Live, várias versões internacionais e um novo modo de jogo chamado "Survival", em que o jogador recebe uma grande quantidade de armas e munição e deve derrotar inúmeras ondas de inimigos, ganhando pontos por eficácia e sofrendo danos mínimos, com altas pontuações compartilhadas no Xbox Live. O único recurso do jogo original que não está presente é a capacidade de salvar filmes, devido aos limites de armazenamento do usuário fornecidos pelo Xbox Live e a um bug causado pelo lag. O jogo foi lançado em 1 de agosto de 2007. Mark Levin, da Freeverse, observou em um post-mortem do porte que "a revisão de sistemas não adequados para uso em uma plataforma diferente pode envolver muito trabalho, e plataformas de console com processos de certificação podem exigir a criação de grandes faixas de código totalmente novo e conteúdo", mas eles continuaram trabalhando no porte porque "um porte é uma chance de um jogo antigo ter outra chance de entreter um novo público."
Na Game Developers Conference de fevereiro de 2008, a Freeverse anunciou que estava trabalhando em uma expansão para download do jogo, que consistiria em mapas multijogador convertidos de Marathon Infinity. Em 19 de abril, foi lançado um vídeo mostrando uma partida em rede em um dos mapas convertidos. Um novo pacote de conteúdo foi anunciado o Jjaro Map Pack para Marathon: Durandal incluirá 12 níveis multijogador clássicos vistos anteriormente em Marathon e Marathon Infinity da Bungie.

#### Projeto Open Source
A Bungie liberou o código fonte de Marathon 2 em 1999, pouco antes de ser adquirida pela Microsoft, o que permitiu o desenvolvimento do Marathon Open Source Project e sua versão aprimorada do motor Marathon, chamado Aleph One. A trilogia em si foi lançada pela Bungie como freeware em 2005 e pode ser baixada no link abaixo junto com uma cópia do Aleph One para jogar o jogo em versões modernas do Windows, Mac OS X e Linux.

## Recepção
Como em todos os títulos da Bungie antes de Halo: Combat Evolved, Marathon 2 atingiu vendas abaixo de 200.000 unidades em 2002.
Bob LeVitus, da MacUser, chamou Marathon 2 de "provavelmente o melhor first-person gore-fest do mundo".  A revista mais tarde o nomeou um dos 50 principais CD-ROMs de 1996.

## Avaliações
- Pyramid #17 (jan./Fev., 1996)

## Legado
O motor de Marathon 2 foi usado para vários outros jogos, como ZPC e Damage Incorporated.